# Le Chien à qui on a coupé les oreilles
Le Chien à qui on a coupé les oreilles est la huitième fable du livre X de Jean de La Fontaine situé dans le second recueil des Fables de La Fontaine, édité pour la première fois en 1678.

## Texte de la fable
Qu’ai-je fait pour me voir ainsi

Mutilé par mon propre maître ?

Le bel état où me voici !

Devant les autres Chiens oserai-je paraître ?

Ô rois des animaux, ou plutôt leurs tyrans,

Qui vous ferait choses pareilles ?

Ainsi criait Mouflar jeune Dogue ; et les gens

Peu touchez de ses cris douloureux & perçants,

Venaient de lui couper sans pitié les oreilles.

Mouflar y croyait perdre : il vit avec le temps

Qu’il y gagnait beaucoup ; car étant de nature

À piller ses pareils, mainte mésaventure

L’aurait fait retourner chez lui

Avec cette partie en cent lieux altérée ;

Chien hargneux a toujours l’oreille déchirée.

Le moins qu’on peut laisser de prise aux dents d’autrui

C’est le mieux. Quand on n’a qu’un endroit à défendre,

On le munit de peur d’esclandre :

Témoin maître Mouflar armé d’un gorgerin ;

Du reste ayant d’oreille autant que sur ma main,

Un Loup n’eût su par où le prendre.
— Jean de La Fontaine, Fables de La Fontaine, Le Chien à qui on a coupé les oreilles, texte établi par Jean-Pierre Collinet, Fables, contes et nouvelles, Gallimard, « Bibliothèque de la Pléiade », 1991, p. 407